# Casa Fernando Pessoa
A Casa Fernando Pessoa é a casa que foi habitada pelo escritor nos últimos 15 anos de vida, entre 1920 e 1935, localizada em Lisboa, no Bairro de Campo de Ourique.
Para além de uma exposição sobre a vida e obra do poeta, tem também uma biblioteca de acesso livre especializada em Pessoa e em poesia internacional. 

## Missão
A missão da Casa Fernando Pessoa é fazer uso do legado do escritor para dar a conhecer o seu singular universo criativo e servir como lugar de encontro e reflexão sobre a criação literária e as suas múltiplas leituras.

## Apresentação
A Casa Fernando Pessoa conserva, preserva e divulga o legado de Fernando Pessoa, cujo espólio documental foi classificado Tesouro Nacional.
Lugar de duas bibliotecas — uma biblioteca pública, especializada em Fernando Pessoa e poesia mundial e a Biblioteca Particular de Fernando Pessoa — a Casa acolhe e mostra também objectos, mobiliário e documentos do escritor, bem como uma colecção de obras de arte, composta por trabalhos de artistas de diferentes gerações e correntes.
Os livros que pertenceram a Fernando Pessoa são o maior acervo que guarda e divulga. Permitem conhecer o universo criativo do escritor, revelando o seu lado leitor. Acompanhando a pesquisa e o novo conhecimento sobre a obra de Fernando Pessoa, a Casa Fernando Pessoa colabora regularmente com investigadores.
Dentro ou fora de portas, a partir de Lisboa, cidade onde nasceu o escritor, actua no sentido de despertar curiosidade e convidar à descoberta de Fernando Pessoa, da poesia, da literatura — e dos seus efeitos criativos.

## A Casa
Fernando Pessoa passou a residir na Rua Coelho da Rocha n.º 16, 1.º Direito, a partir de 1920, aquando do regresso definitivo da mãe e dos irmãos da África do Sul. 
No final dos anos 80, a Câmara Municipal de Lisboa adquiriu o prédio, que se encontrava em mau estado de conservação e em risco de ser demolido. O facto de ter sido a última morada de Fernando Pessoa fazia deste edifício um lugar privilegiado para depósito e exibição do espólio do escritor, então na posse da Câmara Municipal de Lisboa: objectos pessoais, algum mobiliário e uma grande parte dos livros que pertenceram ao escritor. 
Inaugurada a 30 de Novembro de 1993, no dia do aniversário da morte do poeta, todo o edifício foi reconstruído, segundo o projecto da Arquitecta Daniela Ermano, mantendo-se apenas como originais a fachada, as escadas que levam ao primeiro andar e duas divisões do apartamento da família. 
Em 2012, a Casa passou a ser gerida pela EGEAC — empresa municipal que gere a maior parte dos equipamentos culturais do município –, sendo o único espaço na alçada desta entidade exclusivamente dedicado à literatura.
Em 2019, a Casa encerrou para obras de remodelação, com um novo projecto de arquitectura e museografia que permite responder melhor ao público crescente que a visita e às suas expectativas. A sua reabertura está prevista para 2020 com uma nova exposição, uma nova biblioteca e um novo auditório.
Foram directores da Casa: Manuela Júdice (1993-2002), Clara Ferreira Alves (2002-2006), Francisco José Viegas (2006-2008) e Inês Pedrosa (2008-2014). Desde Julho 2014, é dirigida por Clara Riso.

## Biblioteca Particular
A biblioteca que pertenceu a Fernando Pessoa (1888-1935) — os livros que comprou, recebeu de amigos, ganhou, herdou, editou, leu e profusamente anotou — constitui o maior valor da Casa Fernando Pessoa. A Biblioteca Particular de Pessoa - cerca de 1300 títulos no total, mais de metade em língua inglesa — é o espólio mais valioso e que está na origem da fundação da Casa Fernando Pessoa em 1993.
Desde 2010, o conjunto de livros que pertenceu ao autor encontra-se online, acessível a partir de qualquer ponto do mundo.